# كينيث بي. هوبسون
كينيث بي. هوبسون (بالإنجليزية: Kenneth B. Hobson)‏ هو ضابط أمريكي، ولد في 1 يونيو 1908 في ماونت كرمل في الولايات المتحدة، وتوفي في 20 يوليو 1979 في بورتلاند في الولايات المتحدة.